# アメリカウズラシギ

アメリカウズラシギ （アメリカ鶉鷸、学名:Calidris melanotos）は、チドリ目シギ科に分類される鳥類の一種である。

## 分布
シベリア北部から北アメリカ北部の北極圏で繁殖し、冬季はオーストラリア東南部、南アメリカ南部に渡りをおこない越冬する。
日本では数少ない旅鳥として、ごく少数が渡来する。幼鳥の秋の記録が多い。

## 形態
全長約22cm。夏羽は体の上面は黒褐色で羽縁は淡褐色である。胸の褐色の部分と腹の白色の部分の境界ははっきりしていることから、類似種のウズラシギと区別できる。冬羽では上面が灰色みの強い褐色となる。幼鳥は、頭部や羽縁が赤褐色で、背に白い線が入る。
嘴は、先端は黒色、基部は肉色または黄色で、少し下向きに曲がっている。
雌雄ほぼ同色である。

## 生態
越冬地では、水田、湿地、干潟、海岸、埋立地に生息し、群れを形成する。
食性は動物食で、干潟などを歩き回って貝類、甲殻類、昆虫類などを採食する。
「クリッ」、「プリッ」などと鳴く。